# Адміністративний поділ Нігерії

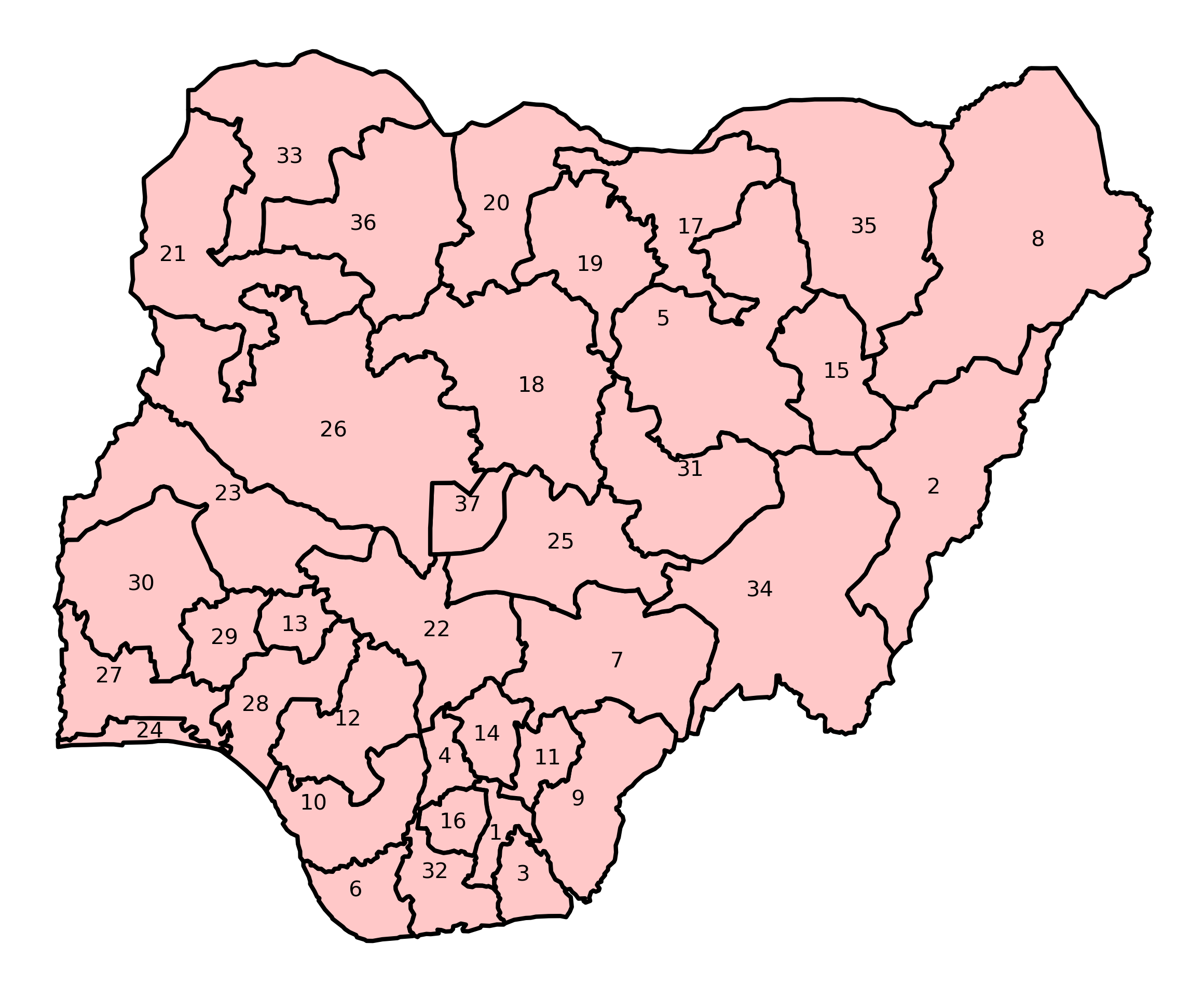
Штати Нігерії

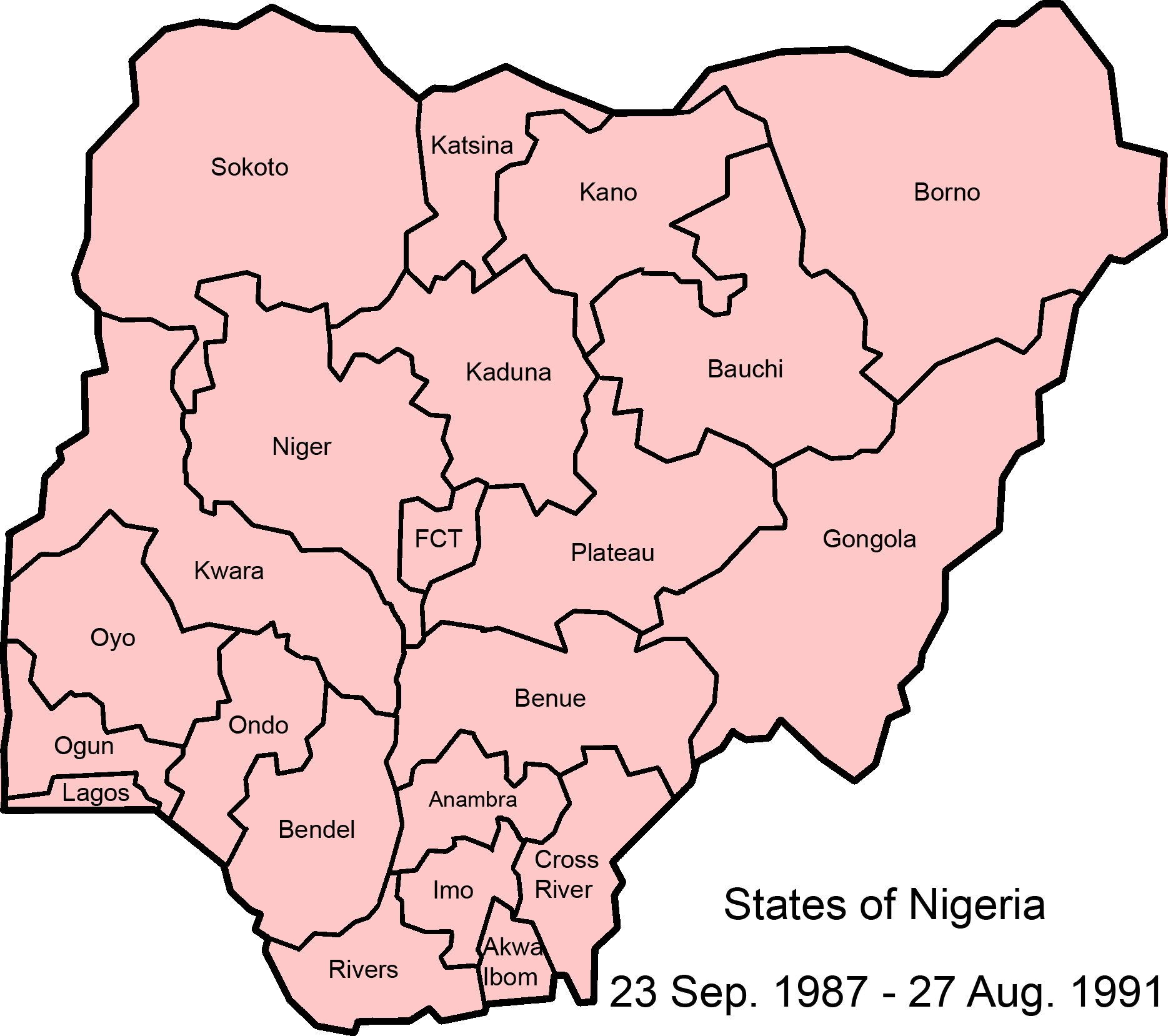
Адміністративний поділ у 1987–1991 рр.

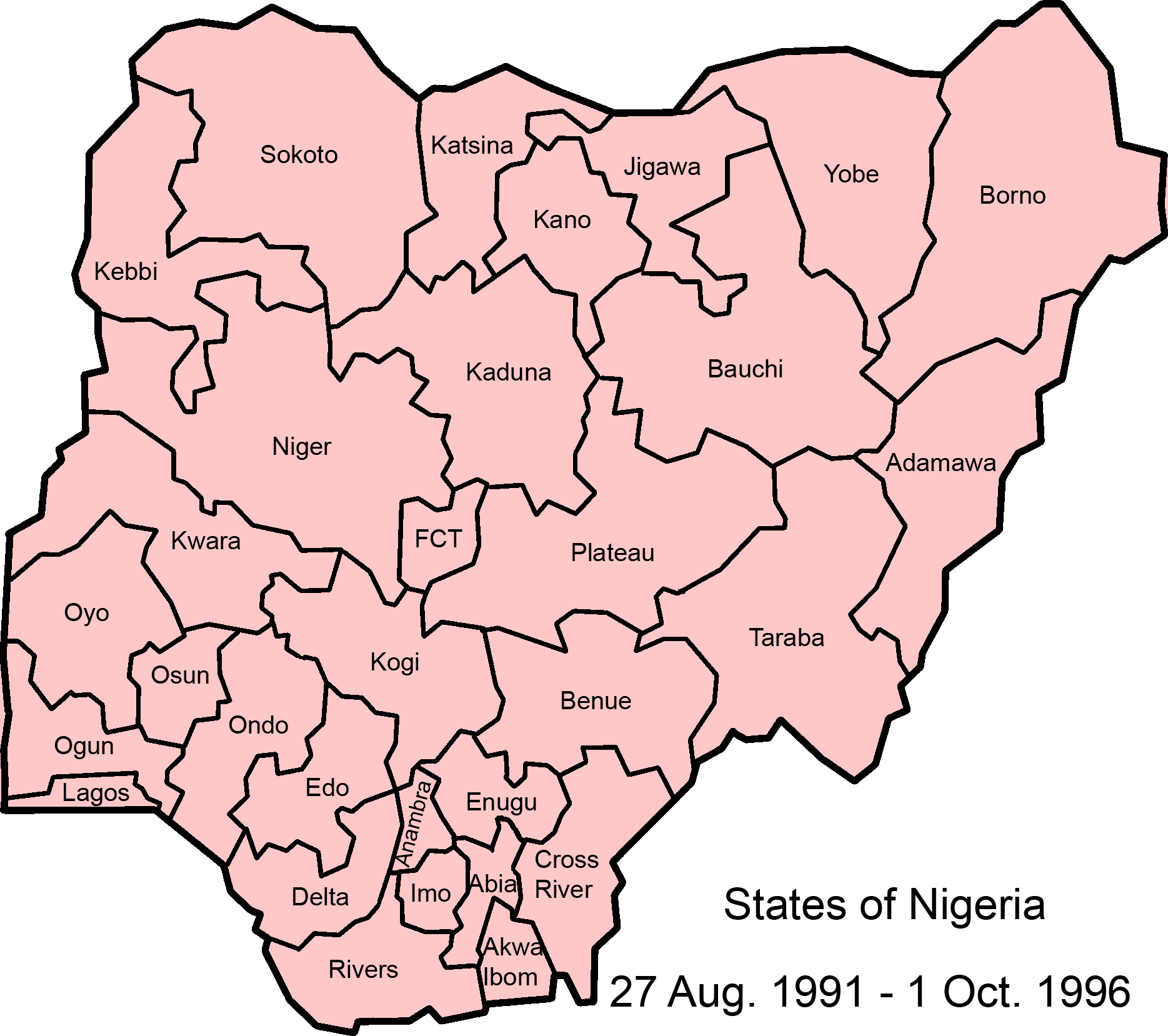
Адміністративний поділ у 1991-96 рр.

Територія Нігерії поділяється на 36 штатів (англ. state) і одну федеральну столичну територію (англ. Federal Capital Territory), що, в свою чергу, діляться на 774 території місцевого управління (англ. Local Government Area, LGA).
Після здобуття незалежності в 1960 році Нігерію було поділено тільки на 3 регіони: Північний (з осередком у Кадуні), Західний (центр — Ібадан) і Східний (центр — Енугу).
В 1963 році дві провінції були відокремлені від Західного регіону й сформували Середньо-Західний регіон.
У 1967 році регіони було замінено на 12 штатів, лише Середньо-Західний регіон уник подрібнення.
В 1976 році були сформовані ще 9 штатів, а також федеральна столична територія (тепер Абуджа).
У 1987 році утворено 2 нових штати, в 1991 — 9, а в 1996 році ще 6.
Штати Нігерії:
| 1. Абія (Abia) 2. Адамава (Adamawa) 3. Аква-Ібом (Akwa Ibom) 4. Анамбра (Anambra) 5. Баучі (Bauchi) 6. Баєлса (Bayelsa) 7. Бенуе (Benue) 8. Борно (Borno) 9. Крос-Ривер (Cross River) 10. Дельта (Delta) 11. Ебоньї (Ebonyi) 12. Едо (Ẹdo) 13. Екіті (Ekiti) | 1. Енугу (Enụgụ) 2. Гомбе (Gombe) 3. Імо (Imo) 4. Джигава (Jigawa) 5. Кадуна (Kaduna) 6. Кано (Kano) 7. Кацина (Katsina) 8. Кеббі (Kebbi) 9. Когі (Kogi) 10. Квара (Kwara) 11. Лагос (Lagos) | 1. Насарава (Nassarawa) 2. Нігер (Niger) 3. Огун (Ogun) 4. Ондо (Ondo) 5. Осун (Ọsun) 6. Ойо (Ọyọ) 7. Плато (Plateau) 8. Риверс (Rivers) 9. Сокото (Sokoto) 10. Тараба (Taraba) 11. Йобе (Yobe) 12. Замфара (Zamfara) |  |

Федеральна столична територія:
1. Абуджа (Abuja)

## Виноски
1. ↑  Адмінподіл Нігерії [Архівовано 2011-08-28 у Wayback Machine.](англ.)
2. ↑  Там же. Архів оригіналу за 21 серпня 2011. Процитовано 8 вересня 2008.